# Кривохатський Ігор Миколайович
Кривохатський Ігор Миколайович (1922—1999) — український режисер-документаліст.
Народився 22 жовтня 1922 р. в м. Артемівську в родині вчителів.
Учасник Другої світової війни.
Навчався у Всесоюзному державному інституті кінематографії (1946—1948). Закінчив філологічний факультет (1953) та аспірантуру (1955) Одеського державного університету ім. І. Мечникова. Був першим директором і художнім керівником Одеської студії телебачення (1956—1958). З 1958 р. — режисер телевізійних фільмів.
Створив стрічки: «Чарівник з Любомирки» (1961), «Зустріч з юністю» (1965), «Летять білокрилі чайки» (1963), «Доброго ранку, Дунай!» (1965, Дипломи і Призи на фестивалях у Києві, Владивостоці, Лейпцигу), «Найзвичайніший рейс» (1967), «20000 миль» (1969), «Йдемо завтра в море» (1969), «Балада про комісарів» (1970), «Родина Кримлянських» (1970), «Моряки з Одеси» (1972, Диплом Всесоюзного фестивалю «Кіномарина-73», Одеса, 1973), «Ветерани згадують» (1974), «Крила» (1976), «Пливи, бригантино!» (1977), «Відвертість» (1981) та ін.
Автор текстів пісень «Є такий порт», «Капітани», «Місто рідне моє» та ін.
Нагороджений орденами Вітчизняної війни II ст., Червоної Зірки, медалями.
Був членом Національних спілок кінематографістів і журналістів України.
Помер 27 липня 1999 р. в Одесі.